# 피터 머닉
피터 머닉(Peter Murnik, 1965년 12월 14일 ~ )은 미국의 배우, 텔레비전 배우이다.
콩코드에서 태어났다.

## 방송
- 더 이벤트

## 영화
- 더 이벤트 (2010년) - 미스터 버그 역
- 하드 레인 (1998년)
- 아마겟돈 (1998년)
- 배니싱 포인트 (1997년)
- 앤더슨빌 (1996년)
- 이별 파티 (1996년)
- 피닉스 (1995년)
- 골든 게이트 (1994년)
- 아티카 (1994년)
- 패스트타임 (1991년)
- 분리 인간 (1991년)
- 신부의 아버지 (1991년)
- 사인필드 (1990년)
- 정신병동 미스테리 (1990년)
- 건스모크 2 (1990년)
- 썬더보트 (1989년)